# أدولف هول
أدولف هول (بالألمانية: Adolf Holl) (و. 1930  م) هو عالم عقيدة، وأستاذ جامعي، وكاهن كاثوليكي، وكاتب، وفيلسوف نمساوي، ولد في فيينا.

## جوائز
حصل على جوائز منها:
- جائزة مدينة فيينا للصحافة  [لغات أخرى]‏ (2015)
- جائزة أكسل كورتي  [لغات أخرى]‏ (2006)
- جائزة الدولة للصحافة الثقافية  [لغات أخرى]‏ (2003)
- جائزة مدينة فيينا للعلوم الإنسانية [الإنجليزية]‏ (1995)